# Ecphylus leukocoxalis
Ecphylus leukocoxalis är en stekelart som beskrevs av Marsh 2002. Ecphylus leukocoxalis ingår i släktet Ecphylus och familjen bracksteklar. Inga underarter finns listade i Catalogue of Life.